# Чајковски
Чајковски (рус. Чайковский) град је у Русији у Пермском крају. Према попису становништва из 2010. у граду је живело 82.933 становника.

## Становништво
Према прелиминарним подацима са пописа, у граду је 2010. живело 82.933 становника, 3.781 (4,36%) мање него 2002.
| 1959.  | 1970.  | 1979.  | 1989.  | 2002.  | 2010.  |
| ------ | ------ | ------ | ------ | ------ | ------ |
| 12.752 | 48.034 | 70.273 | 85.849 | 86.714 | 82.895 |